# 加爾頓 (伊利諾伊州)
加爾頓（英語：Galton）是位於美國伊利諾伊州道格拉斯縣的一個非建制地區。該地的面積和人口皆未知。

## 地理
加爾頓的座標為39°44′22″N 88°18′01″W / 39.73944°N 88.30028°W，而該地的平均海拔高度為198米（即650英尺）。